# Johannes Fabry
Johannes Fabry (Jülich, 1º giugno 1860 – Dortmund, 29 giugno 1930) è stato un dermatologo tedesco.

## Biografia
Studiò medicina presso le università di Berna e Berlino, ricevendo il suo dottorato nel 1886. Dopo la laurea si formò in dermatologia sotto Joseph Doutrelepont presso l'Università di Bonn e con Hugo Ribbert a Zurigo. Dal 1889 al 1929 fu direttore medico della clinica della pelle presso l'ospedale municipale di Dortmund, che dopo diventò un centro di dermatologia.
Il suo nome è associato alla "malattia di Fabry", una malattia metabolica rara e ereditaria caratterizzata da lesioni telangiectatiche cutanee, insufficienze renali e disturbi dei sistemi nervosi cardiovascolari, gastrointestinali e centrali.
Nel 1898 descrisse le caratteristiche dermatologiche di malattia, purpura haemorrhagica nodularis, in un ragazzo di 13 anni. La malattia è anche chiamata "malattia di Anderson-Fabry", nominata insieme al chirurgo britannico William Anderson, che indipendente da Fabry, ha esaminato la progressione della malattia per quasi 20 anni in un paziente di 39 anni.

## Opere di Fabry associate alla malattia di Fabry
- Ein Beitrag zur Kenntnis der Purpura haemorrhagica nodularis (Purpura papulosa haemorrhagica Hebrae). Archiv für Dermatologie und Syphilis, Berlin, 1898, 43: 187-200.
- Ueber einen Fall von Angiokeratoma circumscriptum am linken Oberschenkel. Dermatologische Zeitschrift, 1915, 22: 1-4.
- Zur Klinik und Ätiologie der Angiokeratoma. Archiv für Dermatologie und Syphilis, Berlin, 1916, 123: 294-307.
- Weiterer Beitrag zur Klinik des Angiokeratoma naeviforme (Naevus angiokeratosus). Dermatologische Wochenschrift, Hamburg, 1923, 90: 339.[3]